# Katiagan
Katiagan is een bestuurslaag in het regentschap West-Pasaman van de provincie West-Sumatra, Indonesië. Katiagan telt 3951 inwoners (volkstelling 2010).